# Världsarv i Danmark
Danmark var det andra landet i Norden som ratificerade världsarvskonventionen och gjorde detta den 25 juli 1979.
Åren efter tog de nordiska ländernas riksantikvariämbeten fram en lista på lämpliga objekt i Norden. En uppdaterad listan presenterades i rapporten "Världsarv i Norden" (Nord 1996:30).

## Danmark och världsarvskonventionen
I Danmark är det Kulturarvsstyrelsen som är huvudansvarig för världsarvskonventionen.
1994 fick Danmark sitt första världsarv, Gravhögarna, runstenarna och kyrkan i Jelling. Sedan dess har antalet världsarv i Danmark ökat till elva, varav tre ligger på Grönland. Ett världsarv, Vadehavet, är ett transnationellt världsarv som omfattar områden i Danmark, Tyskland och Nederländerna.

## Världsarven i Danmark och på Grönland[3]
| År   | Bild                                                  | Namn                                          | Region      | Kommun                                | Typ (kriterier) | Beskrivning |
| ---- | ----------------------------------------------------- | --------------------------------------------- | ----------- | ------------------------------------- | --------------- | --- |
| 1994 | Runstenarna framför kyrkan                            | Gravhögarna, runstenarna och kyrkan i Jelling | Syddanmark  | Vejle                                 | K (iii)         | De två gravhögarna är ca 70 m i diameter och ca 10 m höga och ligger på var sida om kyrkan. Man har antagit att det varit Harald Blåtands föräldrar Tyra Danebot och Gorm den gamle som legat där. De två runstenarna, Jellingestenarna, som står vid kyrkan omtalar dessa två.                                         |
| 1995 | Roskilde domkyrka                                     | Roskilde domkyrka                             | Själland    | Roskilde                              | K (ii, iv)      | Roskilde domkyrka är byggd i flera etapper med fyra gravkapell. De äldsta delarna av kyrkan är från sent 1100-tal och är byggd i unggotisk stil. Domkyrkan har ända sedan den byggdes varit domkyrka. |
| 2000 | Kronborg                                              | Kronborgs slott                               | Hovedstaden | Helsingør                             | K (iv)          | Kronborg är ett slott beläget på en udde cirka 500 meter nordost om Helsingörs centrum på Själland i Danmark. Fredrik II av Danmark lät bygga om medeltidsborgen Krogen 1574 och 1585 till Kronborgs slott. När ombyggnaden var klar hade fästningen förvandlats till ett renässansslott och heter sedan dess Kronborg. |
| 2014 | Stevns klint                                          | Stevns klint                                  | Själland    | Stevn                                 | N (viii)        | Stevns klint är en 12 km lång och upp till 41 m hög klint vid Östersjön, på östra sidan av halvön Stevns på sydöstra Själland i Danmark. |
| 2014 | Vadehavet                                             | Vadehavet                                     | Syddanmark  |                                       | N (viii, ix, x) | Vadehavet är ett transnationellt världsarv i Danmark, Tyskland och Nederländerna. Den danska delen av Vadehavet ingår i världsarvet sedan år 2014. |
| 2015 | Hernhutniska brödramenighetens kyrka i Christiansfeld | Christiansfeld, en herrnhutnisk bosättning    | Syddanmark  | Kolding                               | K (iii, iv)     | Staden grundades 1 april 1773 och dess borgare gavs tullfrihet av kungen. Staden byggdes planmässigt upp enligt en mönsterplan för hernnhutiska städer med raka lindplanterade huvudgator med tvärgator i rät vinkel, med ett kvadratiskt parkliknande torg som centrum, och stadens brunn som mittpunkt på torget.     |
| 2015 | Erimitageslätten i Dyrehaven                          | Parforcejaktslandskap på Norra Själland       | Hovedstaden | Fredensborg, Rudersdal, Lyngby-Tårbæk | K (ii, iv)      | Parforcejaktslandskapen omfattar parkområden på norra Själland som på 1600-talet var kungliga jaktmarker där man hade parforcejakt. Skogs-/parkområdena är även omgivna av ett antal slott. |
| 2023 | Trelleborg                                            | Ringborgar från vikingatiden (trelleborgar)   |             |                                       | K (iii, iv)     | Fem danska ringborgar från vikingatiden, eller trelleborgar, utsågs till världsarv 2023. De fem ringborgarna, som ligger utspritt i Danmark (två på norra Jylland, en på Fyn och två på Själland), är: Aggersborg, Borgring, Fyrkat, Nonnebakken och Trelleborg.                                                        |

I det självstyrande Grönland finns dessa världsarv:
| År   | Bild                | Namn                | Typ (kriterier) | Beskrivning |
| ---- | ------------------- | ------------------- | --------------- | --- |
| 2004 | Ilulissatfjorden    | Ilulissatfjorden    | N (vii, viii)   | Ilulissatfjorden är en fjord på Grönlands västra kust (kommun Avannaata) där hastigheten på glaciären som kalvar i fjorden är störst i världen, för närvarande cirka 25 – 35m om dagen, men tecken tyder på att hastigheten ökar. |
| 2017 | Kujataa             | Kujataa             | K (v)           | Kujataa är ett subarktiskt jordbruksområde i södra Grönland som sträcker sig från Kap Farvel i söder till ön Nunarsuit 250 kilometer norrut                                                                                       |
| 2018 | Aasivissuit-Nipisat | Aasivissuit-Nipisat | K (vii, viii)   | Aasivissuit-Nipisat är ett område på Grönlands sydvästra kust (kommun Qeqqata) med arkeologiska kvarlämningar från förhistorisk inuitisk kultur.                                                                                  |

## Förslag till världsarv
Danmark har även tagit fram en lista på förslag till världsarv, det vill säga objekt som man planerar nominera till världsarv, på engelska kallad "tentative list". Följande objekt är eller har varit upptagna på denna lista:
| Uppsatt    | Typ | Namn                                                                        | Anmärkning |
| ---------- | --- | --------------------------------------------------------------------------- | --- |
| 1993-09-01 | K   | Amalienborg och dess kvarter                                                | |
| 2010-01-08 | N   | Kiselgurlandskap vid Limfjorden*                                            | *Inte med på Unescos tentativa lista för Danmark sedan 2023, men är listat som tentativt världsarv av Slots- og Kulturstyrelsen. |
| 2011-02-07 | K   | Vikingamonument och platser / Gravhögarna, runstenarna och kyrkan i Jelling | Framtida transnationellt världsarv där världsarvet Jelling var tänkt att ingå som en del.                                        |
| 2011-02-07 | K   | Vikingamonument och platser /Trelleborgar                                   | Framtida transnationellt världsarv där danska trelleborgar var tänkt att ingå som en del.                                        |
| 2019-01-31 | K   | Det maritima arvet i Dragørs gamla stadsdel och hamn                        | En "skepparstad" från de stora segelfartygens era på 1700- och 1800-talen.                                                       |
| 2023-01-26 | N   | Møns Klint                                                                  | |
| 2023-09-26 | K   | Tånghus och salthyddor på Læsø                                              | Kulturlandskap som vittnar om medeltida (1100-1500-talet) produktion av havssalt.                                                |
| 2023-09-26 | N   | Fossil av benfiskar från västra Limfjorden                                  | Evolution och klimatanpassning under tidig eocen.                                                                                |

Danmark har för närvarande inga objekt listade som ligger på Grönland.
| Uppsatt | Typ | Namn | Anmärkning |
| ------- | --- | ---- | ---------- |
| –       | –   | –    | –          |